# Hans Lützelburger
Hans Lützelburger lub Hans Franck (ur. ok. 1495, zm. 1526 w Bazylei) – niemiecki wycinacz klocków czynny w pierwszych trzech dekadach XVI wieku.

## Życie i twórczość
Pochodził prawdopodobnie z Wielkiego Księstwa Luksemburg. Pierwsze wzmianki o artyście pochodzą z 1516 roku z Augsburgu, gdzie pracował przy tworzeniu drzeworytów. Prace te podpisane na odwrocie znajdują się w wiedeńskim Albertina. Jego pierwsza, bardziej znana praca powstała w 1522 roku na podstawie grafiki Mistrza NH (Nicholaus Hogenberg) pt. Bitwa nagich mężczyzn i chłopów. W tym samym roku wyciął pierwszą pracę dla Hansa Holbeina ukazującą Chrystusa pod Krzyżem. W 1522 roku pracował w Bazylei, wraz z Holbeinem dla drukarza i wydawcy Johanna Frobena oraz dla Jacoba Fabera przy kilku cyklach ilustrowanej Biblii Martina Lutra. W 1524 roku Holbein narysował drzeworytniczy alfabet z motywami z „Tańca śmierci”, przy których pracował Lützelburger. W 1525 Holbein stworzył grafiki do Tańca śmierci. Praca składała się z 51 drzeworytniczych rysunków z czego 41 wykroił przed śmiercią Lützelburger. Jego drzeworyty wydano w 1538 roku w Lyonie, a w przedmowie do tego wydania napisano „że nie śmiano oddać pozostałych projektów do wykrojenia, nie mając gwarancji precyzyjnego ich wykonania”.
Hans Lützelburger w Bazylei posiadał prawdopodobnie własny warsztat na co wskazuje liczba prac sygnowanych jego nazwiskiem. Większymi pracami były drzeworyty tonowe wykonane dla cyklu szesnastu grafik bazylejskiego artysty Ursa Grafta ilustrujące Standardbearers. Jednym z ostatnich jego prac było wykrojenie drzeworytu do pracy Holbeina Światło Ewangelii w 1526 roku. Jego prace znajdują się m.in. w Australii (Nowa Południowa Walia), w National Gallery of Victoria czy w prywatnych kolekcjach.